# بطولة العالم لفرق الشطرنج
بطولة العالم لفرق الشطرنج هي بطولة دولية للعبة الشطرنج تقام كل عامين، وتشارك فيها فرق الدول العشر التي يتصدر كل منها بطولات الاتحادات القارية التي تكون عضواً فيها. أقيمت بطولة العالم لفرق الشطرنج لأول مرة في عام 1985، وتُعتبر أهم بطولة دولية للفرق في لعبة الشطرنج.

## الفرق المشاركة
تشارك في بطولة العالم لفرق الشطرنج أقوى منتخبات اتحادات الشطرنج الوطنية في العالم إلى جانب بعض الفرق التي تمثل القارة.
تلعب المباريات بطريقة الدوري أي أن كل فريق يلعب ضد كل فريق آخر مُشارك في البطولة، وتعتمد الدرجات النهائية لكل فريق على نتائج الفريق. قبل عام 2007 كانت النتائج الفردية لكل لاعب هي ما تحدد الترتيب النهائي للفرق المتنافسة في البطولة.
في بطولة العالم الأولى لفرق الشطرنج، والتي أقيمت عام 1985، تألف كل فريق من الفرق المشاركة من ستة لاعبين. أنقص عدد اللاعبين منذ ذلك الحين ليصبح أربعة لاعبين لكل فريق مع السماح بوجود لاعبين احتياطيين.
كانت بطولة العالم لفرق الشطرنج تُقام مرة كل عامين منذ عام 1985، وفي عام 2011، أصبحت تُقام كلّ أربعة أعوام. أضيفت في عام 2007 إلى بطولة العالم لفرق الشطرنج بطولة نسائية تُقام بالتزامن معها.

## تاريخ نتائج البطولة
| السنة | البلد والدولة المضيفة | الميدالية الذهبية | الميدالية الفضية | الميدالية البرونزية |
| 1985  | لوسيرن، سويسرا        | الاتحاد السوفيتي - أناتولي كاربوف - وأرتور يوسوبوف - رافائيل فاجانيان أندريه سوكولوف - ألكسندر بيليافسكي فاسيلي سميسلوف - ألكسندر تشيرنين ليف بولوغافسكي | المجر - لاجوس بورتيش - زولتان ريبلي - جيولا ساكس - جوزيف بينتر - أندريس أدورجان - إيفان فاراجو - إستفان كسوم - أتيلا جروزبيتر        | إنجلترا - توني مايلز - جون نان - جوناثان سبيلمان - نيغيل شورت - جوناثان ميستل - موري شندلر - جيمس بلاسكت - غلين فلير                      |
| 1989  | لوسيرن، سويسرا        | الاتحاد السوفيتي - أناتولي كاربوف - ألكسندر باليافسكي - جان إلفيست - رافاييل فاجانيا - فاسيلي إيفانوتشوك - ميخائيل جوريفيتش                              | يوغوسلافيا - ليوبومير ليوبوييفيتش بريدراج نيكولي بيتار بوبوفيتش - دراغوليوب فيليميروفيتش - بوزيدار إيفانوفيتش - برانكو داميليانوفيتش | إنجلترا - نايجل شورت - جوناثان سبيلمان - جون نان - موراي تشاندلر - مايكل ادامز - جوليان هودجسون                                           |
| 1993  | لوسيرن، سويسرا        | الولايات المتحدة - جاتا كامسكي - أليكس يرمولينسكي - بوريس جولكو - جريجوري كايدانوف - جويل بنيامين - لاري كريستيانسن                                      | أوكرانيا - فاسيلي ايفانتشوك - فلاديمير مالانيوك - أوليج رومانيشين - فلاديمير توكماكوف - فياتشيسلاف إينغورن - آرثر فرولوف             | روسيا - فلاديمير كرامنيك - الكسندر خليفمان - يفجيني بريف - سيرجي دولماتوف - أليكسي دريف - أليكسي فيزمانافين                               |
| 1997  | لوسيرن، سويسرا        | روسيا - يفجيني بريف - بيتر سفيدلر - الكسندر خليفمان - سيرجي روبليفسكي - أليكسي دريف - فاديم زفاجينسيف                                                    | الولايات المتحدة - أليكس يرمولينسكي - جويل بنيامين - بوريس جولكو - نيك دي فيرمين - جريجوري كايدانوف - لاري كريستيانسن                | أرمينيا - فلاديمير أكوبيان - رافائيل فاجانيان - سمبات لبتيان - ارتاشس ميناسيان - أشوت أناستاسيان - مليكست خاشيان                          |
| 2001  | يريفان، أرمينيا       | أوكرانيا - فاسيلي ايفانتشوك - رسلان بونوماريوف - فلاديمير باكلان - فياتشيسلاف إينغورن - أوليج رومانيشين - فاديم ملاخاتكو                                 | روسيا - بيتر سفيدلر - أليكسي دريف - الكسندر جريشوك - سيرجي روبليفسكي - كونستانتين ساكايف - الكسندر موتيليف                           | أرمينيا - فلاديمير أكوبيان - رافائيل فاجانيان - سمبات لبتيان - كارين أسريان - أشوت أناستاسيان - ارتاشس ميناسيان                           |
| 2005  | بئر السبع، إسرائيل    | روسيا - بيتر سفيدلر - أليكسي دريف - الكسندر جريشوك - الكسندر موروزيفيتش - يفجيني بريف - سيرجي روبليفسكي                                                  | الصين - بو شيانغزي - تشانغ بينجشيانغ - ني هوا - تشانغ تشونغ - تشو جيانتشاو - ليانغ تشونغ                                             | أرمينيا - ليفون أرونيان - فلاديمير أكوبيان - كارين أسريان - رافائيل فاجانيان - سمبات لبوتيان - أشوت أناستاسيان                            |
| 2009  | بورصة، تركيا          | روسيا - ألكساندر غريتشوك - ديمتري جاكوفينكو - ألكسندر موروزيفيتش - إفجني توماشيفسكي - فلاديمير مالاخوف - نيكيتا فيتيوجوف                                 | الولايات المتحدة - هيكارو ناكامورا - الكسندر اونيشوك - يوري شولمان - فاروزان أكوبيان - روبرت هيس - راي روبسون                        | الهند - بنديالا هاريكريشنا سوريا - شيخار - جانجولي - كريشنان - ساسيكيران - جيثا نارايانان جوبال - سوبرامانيان آرون براساد - بسكران عذيبان |
| 2011  | نينجبو، الصين         | أرمينيا - ليفون أرونيان - سيرجي موفسيسيان - فلاديمير أكوبيان - غابرييل سارجيسيان - روبرت هوفهانيسيان                                                     | الصين - وانغ هاو - وانغ يو - لي تشاو - يو يانجي - دينغ ليرين                                                                         | أوكرانيا - فاسيلي ايفانتشوك - بافل اليانوف - زهار افيمنكو - الكسندر مويسينكو - الكسندر اريشينكو                                           |
| 2013  | أنطاليا، تركيا        | روسيا - فلاديمير كرامنيك - سيرجي كارجاكين - الكسندر جريشوك - إيان نيبومنياشتشي - نيكيتا فيتوجوف                                                          | الصين - لي تشاو - دينغ ليرين - وانغ يو - بو شيانغزي - يو يانجي                                                                       | أوكرانيا - فاسيلي ايفانتشوك - انطون كوروبوف - الكسندر مويسينكو - يوري كريفوروتشكو - الكسندر اريشينكو                                      |
| 2015  | تساكادزور، أرمينيا    | الصين - دينغ ليرين - يو يانجي - بو شيانغزي - وي يي - وين يانغ                                                                                            | أوكرانيا - رسلان بونوماريوف - فاسيلي ايفانتشوك بافل اليانوف - يوري كريفوروتشكو - الكسندر مويسينكو                                    | أرمينيا - ليفون أرونيان - غابرييل سارجيسيان - سيرجي موفسيسيان - فلاديمير أكوبيان - هرانت ملكوميان                                         |
| 2017  | خانتي مانسيسك، روسيا  | الصين - دينغ ليرين - يو يانجي - وي يي - لي تشاو - وين يانغ                                                                                               | روسيا - بيتر سفيدلر - إيان نيبومنياشتشي - نيكيتا فيتوجوف - مكسيم ماتلاكوف - فلاديمير فيدوسيف                                         | بولندا - رادوسلاف فويتاتشيك - جان كرزيستوف دودا - كاسبر بيورون - ماتيوز بارتل - غريغور غايوفسكي                                           |
| 2019  | نور سلطان، أستونيا    | روسياسيرجي كارجاكين إيان نيبومنياشتشي الكسندر جريشوك ديمتري أندريكين فلاديسلاف أرتيمييف                                                                  | إنجلترا - مايكل ادامز - لوك ماكشين - ديفيد هويل - جاوين جونز - جون سبيلمان                                                           | الصين - دينغ ليرين - يو يانجي - وي يي - بو شيانغزي - ني هوا                                                                               |

### ميداليات فرق السيدات
| السنة | البلد المضيف         | الميدالية الذهبية                                                                                        | الميدالية الفضية                                                                                             | الميدالية البرونزية                                                                             |
| 2007  | يكاترينبورغ، روسيا   | الصين - هوى ييفان - تشاو شيويه - شين يانغ - روان لوفي - هوانغ تشيان                                      | روسيا - تاتيانا كوسينتسيفا - ناديجدا كوسينتسيفا - إيكاترينا كوفاليفسكايا - إيكاترينا كوربوت - ايلينا تايروفا | أوكرانيا - كاترينا لانو - آنا أوشينينا - اينا جابونينكو - تاتيانا فاسيليفيتش - أوكسانا فوزوفيتش |
| 2009  | نينجبو، الصين        | الصين - هوى ييفان - تشاو شيويه - شين يانغ - جو ونجون - هوانغ تشيان                                       | روسيا - تاتيانا كوسينتسيفا - ناديجدا كوسينتسيفا - إيكاترينا كوفاليفسكايا - مارينا رومانكو - فالنتينا جونينا  | أوكرانيا - آنا أوشينينا - ناتاليا جوكوفا - اينا يانوفسكا - ماريا موزيتشوك - ناتاليا زديبسكايا   |
| 2011  | مادرين، تركيا        | الصين - هوى ييفان - جو ونجون - تشاو شيويه - تان تشونغي - تشانغ شياووين                                   | روسيا - ناديجدا كوسينتسيفا - تاتيانا كوسينتسيفا - الكسندرا كوستينيوك - فالنتينا جونينا - ناتاليا بوجونينا    | جورجيانانا دزاجنيدزه ليلا جافاخيشفيلي بيلا خوتناشفيلي نينو خورتسيدزه سالومي ميليا               |
| 2013  | نور سلطان، أستونيا   | أوكرانيا - كاترينا لانو - آنا أوشينينا - ماريا موزيتشوك - ناتاليا جوكوفا - اينا جابونينكو                | الصين - جو ونجون - هوانغ تشيان - تان تشونغي - غوه تشي - شين يانغ                                             | روسيا - فالنتينا جونينا - الكسندرا كوستينيوك - ناتاليا بوجونينا - أليسا جالياموفا - أولغا جيريا |
| 2015  | شينغدو، الصين        | جورجيا - بيلا خوتناشفيلي - ليلا جافاخيشفيلي - ميري أرابيدزه - نينو باتسياشفيلي - سالومي ميليا            | روسيا - فالنتينا جونينا - الكسندرا كوستينيوك - ناتاليا بوجونينا - ألكساندرا جورياتشكينا - أولغا جيريا        | الصين - جو ونجون - تان تشونغي - شين يانغ - لي تنجي - دينغ ييشين                                 |
| 2017  | خانتي مانسيسك، روسيا | روسيا - الكسندرا كوستينيوك - كاترينا لاغنو - فالنتينا جونينا - ألكساندرا جورياتشكينا - أولغا جيريا       | الصين - جو ونجون - تان تشونغي - تشاو شيويه - لي تنجي - غوا كي                                                | جورجيا - نانا دزاجنيدزه - ليلا جافاخيشفيلي - بيلا خوتناشفيلي - نينو باتسياشفيلي - سالومي ميليا  |
| 2019  | نور سلطان، أستونيا   | الصين - تان تشونغي - شين يانغ - هوانغ تشيان - لي تنجي - دينغ ييشين                                       | روسيا - كاترينا لاغنو - الكسندرا كوستينيوك - فالنتينا جونينا - ألكساندرا جورياتشكينا - أولغا جيريا           | جورجيا - بيلا خوتناشفيلي - ميري أرابيدزه - ليلا جافاخيشفيلي - نينو باتسياشفيلي - سالومي ميليا   |
| 2021  | سيتغيس، إسبانيا      | روسيا - ألكساندرا جورياتشكينا - الكسندرا كوستينيوك - كاترينا لاغنو - بولينا شوفالوفا - ألينا كاشلينسكايا | الهندهاريكا درونافالي فيشالي راميشبابو تانيا ساشديف بهاكتي كولكارني ماري آن جوميز                            | جورجيا - نانا دزاجنيدزه - نينو باتسياشفيلي - ميري أرابيدزه - ليلا جافاخيشفيلي - سالومي ميليا    |

## ترتيب الفرق
يوضّح الجدول التالي ترتيب منتخبات الدول التي شاركت في بطولة العالم لفرق الشطرنج بحسب عدد الميداليات:
  *   البلد المضيف (مضيف)
| المرتبة | فريق             | ذهبية | فضية | برونزية | المجموع |
| ------- | ---------------- | ----- | ---- | ------- | ------- |
| 1       | روسيا            | 5     | 2    | 1       | 8       |
| 2       | الصين            | 2     | 3    | 1       | 6       |
| 3       | الاتحاد السوفيتي | 2     | 0    | 0       | 2       |
| 4       | أوكرانيا         | 1     | 2    | 2       | 5       |
| 5       | الولايات المتحدة | 1     | 2    | 0       | 3       |
| 6       | أرمينيا          | 1     | 0    | 4       | 5       |
| 7       | إنجلترا          | 0     | 1    | 2       | 3       |
| 8       | يوغوسلافيا       | 0     | 1    | 0       | 1       |
| 8       | المجر            | 0     | 1    | 0       | 1       |
| 10      | الهند            | 0     | 0    | 1       | 1       |
| 10      | بولندا           | 0     | 0    | 1       | 1       |
| المجموع | المجموع          | 12    | 12   | 12      | 36      |

### ترتيب فرق السيدات
يوضّح الجدول التالي ترتيب منتخبات الدول التي شاركت في بطولة العالم لفرق الشطرنج للسيدات بحسب عدد الميداليات:
  *   البلد المضيف (مضيف)
| المرتبة | فريق     | ذهبية | فضية | برونزية | المجموع |
| ------- | -------- | ----- | ---- | ------- | ------- |
| 1       | الصين    | 4     | 2    | 1       | 7       |
| 2       | روسيا    | 2     | 5    | 1       | 8       |
| 3       | جورجيا   | 1     | 0    | 4       | 5       |
| 4       | أوكرانيا | 1     | 0    | 2       | 3       |
| 5       | الهند    | 0     | 1    | 0       | 1       |
| المجموع | المجموع  | 8     | 8    | 8       | 24      |